# Snowboard-Weltmeisterschaften 2013
Die 10. FIS Snowboard-Weltmeisterschaften fanden vom 18. bis 27. Januar 2013 im kanadischen Wintersportresort Stoneham (Québec) statt.

## Programm
Es wurden elf Wettbewerbe ausgetragen, fünf für Frauen und sechs für Männer. Im Parallelslalom, Parallel-Riesenslalom, Snowboardcross, Slopestyle und auf der Halfpipe haben sich sowohl Frauen als auch Männer gemessen, im Big Air nur Männer.

## Ergebnisse

### Frauen

#### Parallelslalom
| Platz | Land        | Sportler                |
| ----- | ----------- | ----------------------- |
| 1     | Russland    | Jekaterina Tudegeschewa |
| 2     | Schweiz     | Patrizia Kummer         |
| 3     | Deutschland | Amelie Kober            |
| 4     | Norwegen    | Hilde Katrine Engeli    |
| 5     | Österreich  | Marion Kreiner          |
| 6     | Deutschland | Isabella Laböck         |
| 7     | Russland    | Natalja Sobolewa        |
| 8     | Japan       | Tomoka Takeuchi         |

Datum: 27. Januar
 Julia Dujmovits schied im Achtelfinale aus und wurde 10.

 Stefanie Müller schied im Achtelfinale aus und wurde 11.

 Sabine Schöffmann schied im Achtelfinale aus und wurde 12.

 Claudia Riegler schied im Achtelfinale aus und wurde 15.

 Selina Jörg verpasste als 17. die Finalläufe.

 Yvonne Schütz verpasste als 21. die Finalläufe.

#### Parallel-Riesenslalom
| Platz | Land        | Sportler             |
| ----- | ----------- | -------------------- |
| 1     | Deutschland | Isabella Laböck      |
| 2     | Österreich  | Julia Dujmovits      |
| 3     | Deutschland | Amelie Kober         |
| 4     | Norwegen    | Hilde Katrine Engeli |
| 5     | Russland    | Aljona Sawarsina     |
| 6     | Russland    | Swetlana Boldykowa   |
| 7     | Japan       | Tomoka Takeuchi      |
| 8     | Schweiz     | Patrizia Kummer      |

Datum: 25. Januar
 Claudia Riegler schied im Achtelfinale aus und wurde 9.

 Marion Kreiner schied im Achtelfinale aus und wurde 10.

 Stefanie Müller schied im Achtelfinale aus und wurde 12.

 Ina Meschik schied im Achtelfinale aus und wurde 14.

 Selina Jörg schied im Achtelfinale aus und wurde 15.

 Yvonne Schütz verpasste als 21. die Finalläufe.

 Anke Karstens verpasste als 32. die Finalläufe.

#### Snowboardcross
| Platz | Land       | Sportler          |
| ----- | ---------- | ----------------- |
| 1     | Kanada     | Maëlle Ricker     |
| 2     | Kanada     | Dominique Maltais |
| 3     | Norwegen   | Helene Olafsen    |
| 4     | Frankreich | Chloé Trespeuch   |
| 5     | Italien    | Michela Moioli    |
| 6     | Italien    | Raffaella Brutto  |
| 7     | Tschechien | Eva Samková       |
| 8     | Österreich | Maria Ramberger   |

26. Januar 2013
 Susanne Moll wurde 9.

 Sandra Daniela Gerber wurde 19.

 Emilie Aubry wurde 20.

 Simona Meiler wurde 25.
Deutsche Athletinnen waren nicht am Start.

#### Halfpipe
| Platz | Land                | Sportler           |
| ----- | ------------------- | ------------------ |
| 1     | USA                 | Arielle Gold       |
| 2     | Australien          | Holly Crawford     |
| 3     | Frankreich          | Sophie Rodriguez   |
| 4     | USA                 | Kaitlyn Farrington |
| 5     | Spanien             | Queralt Castellet  |
| 6     | Volksrepublik China | Shuang Li          |
| 7     | Frankreich          | Mirabelle Thovex   |
| 8     | Volksrepublik China | Zhifeng Sun        |

20. Januar
Deutsche Athletinnen waren nicht am Start.

#### Slopestyle
| Platz | Land                   | Sportler        |
| ----- | ---------------------- | --------------- |
| 1     | Kanada                 | Spencer O’Brien |
| 2     | Schweiz                | Sina Candrian   |
| 3     | Australien             | Torah Bright    |
| 4     | Finnland               | Merika Enne     |
| 5     | USA                    | Ty Walker       |
| 6     | Vereinigtes Königreich | Jenny Jones     |
| 7     | Schweiz                | Isabel Derungs  |
| 7     | Neuseeland             | Shelly Gotlieb  |

18. Januar
 Anna Gasser wurde 18.

### Männer

#### Parallel-Slalom
| Platz | Land       | Sportler           |
| ----- | ---------- | ------------------ |
| 1     | Slowenien  | Rok Marguč         |
| 2     | USA        | Justin Reiter      |
| 3     | Italien    | Roland Fischnaller |
| 4     | Österreich | Andreas Prommegger |
| 5     | Schweiz    | Simon Schoch       |
| 6     | Österreich | Benjamin Karl      |
| 7     | Schweiz    | Kaspar Flütsch     |
| 8     | Schweiz    | Nevin Galmarini    |

Datum: 27. Januar
 Ingemar Walder schied im Achtelfinale aus und wurde 11.

 Roland Haldi schied im Achtelfinale aus und wurde 12.

 Stefan Baumeister verpasste als 23. die Finalläufe.

 Patrick Bussler verpasste als 26. die Finalläufe.

 Siegfried Grabner verpasste als 27. die Finalläufe.

 Lukas Mathies verpasste als 28. die Finalläufe.

 Alexander Bergmann verpasste als 35. die Finalläufe.

#### Parallel-Riesenslalom
| Platz | Land       | Sportler           |
| ----- | ---------- | ------------------ |
| 1     | Österreich | Benjamin Karl      |
| 2     | Italien    | Roland Fischnaller |
| 3     | Russland   | Vic Wild           |
| 4     | Slowenien  | Žan Košir          |
| 5     | Österreich | Andreas Prommegger |
| 6     | Schweiz    | Simon Schoch       |
| 7     | Schweiz    | Kaspar Flütsch     |
| 8     | Slowenien  | Rok Flander        |

Datum: 25. Januar
 Philipp Schoch im Achtelfinale ausgeschieden und wurde 10.

 Nevin Galmarini im Achtelfinale ausgeschieden und wurde 14.

 Anton Unterkofler im Achtelfinale ausgeschieden und wurde 15.

 Lukas Mathies im Achtelfinale ausgeschieden und wurde 16.

 Alexander Bergmann im Achtelfinale ausgeschieden und wurde 21.

 Manuel Veith im Achtelfinale ausgeschieden und wurde 31.

 Stefan Baumeister im Achtelfinale ausgeschieden und wurde 35.

 Patrick Bussler im Achtelfinale ausgeschieden und wurde 44.

#### Snowboardcross
| Platz | Land       | Sportler            |
| ----- | ---------- | ------------------- |
| 1     | Australien | Alex Pullin         |
| 2     | Österreich | Markus Schairer     |
| 3     | Norwegen   | Stian Sivertzen     |
| 4     | Frankreich | Pierre Vaultier     |
| 5     | Russland   | Andrei Boldykow     |
| 6     | Österreich | Alessandro Hämmerle |
| 7     | USA        | Nick Baumgartner    |
| 8     | Kanada     | Robert Fagan        |

26. Januar
 Konstantin Schad wurde 26.

 Michael Hämmerle wurde 27.

 Tim Watter wurde 36.

 Marvin James wurde 47.

#### Halfpipe
| Platz | Land       | Sportler            |
| ----- | ---------- | ------------------- |
| 1     | Schweiz    | Iouri Podladtchikov |
| 2     | Japan      | Taku Hiraoka        |
| 3     | Finnland   | Markus Malin        |
| 4     | Schweiz    | Christian Haller    |
| 5     | Japan      | Ryō Aono            |
| 6     | Australien | Scott James         |
| 7     | Australien | Nathan Johnstone    |
| 8     | Finnland   | Peetu Piiroinen     |

20. Januar
 Lars Bachmann wurde 18.

 David Hablützel wurde 33.
Deutsche Athleten waren nicht am Start.

#### Slopestyle
| Platz | Land                   | Sportler                |
| ----- | ---------------------- | ----------------------- |
| 1     | Finnland               | Roope Tonteri           |
| 2     | Kanada                 | Mark McMorris           |
| 3     | Finnland               | Janne Korpi             |
| 4     | Vereinigtes Königreich | Billy Morgan            |
| 5     | Österreich             | Clemens Schattschneider |
| 6     | Kanada                 | Robby Balharry          |
| 7     | USA                    | Ryan Stassel            |
| 8     | Österreich             | Adrian Krainer          |

18. Januar
 Lucien Koch wurde 28.

 Michael Macho wurde 32.

 Joel Staub wurde 56.

 Leandro Eigensatz wurde 60.

 David Hablützel wurde 65.
Deutsche Athleten waren nicht am Start.

#### Big Air
| Platz | Land     | Sportler        |
| ----- | -------- | --------------- |
| 1     | Finnland | Roope Tonteri   |
| 2     | Schweden | Niklas Mattsson |
| 3     | Belgien  | Seppe Smits     |
| 4     | Russland | Alexei Sobolew  |
| 5     | Kanada   | Michael Roy     |
| 6     | Kanada   | Mark McMorris   |
| 7     | Schweden | Tor Lundstrom   |
| 8     | Finnland | Petja Piiroinen |

Datum: 19. Januar
 Michael Macho wurde 21.
Deutsche Athleten waren nicht am Start.

## Medaillenspiegel
| Platz  | Land        |    |    |    |    |
| ------ | ----------- | -- | -- | -- | -- |
| 1      | Kanada      | 2  | 2  | –  | 4  |
| 2      | Finnland    | 2  | –  | 2  | 4  |
| 3      | Schweiz     | 1  | 2  | –  | 3  |
| 3      | Österreich  | 1  | 2  | –  | 3  |
| 5      | Australien  | 1  | 1  | 1  | 3  |
| 6      | USA         | 1  | 1  | –  | 2  |
| 7      | Deutschland | 1  | –  | 2  | 3  |
| 8      | Russland    | 1  | –  | 1  | 2  |
| 9      | Slowenien   | 1  | –  | –  | 1  |
| 10     | Italien     | –  | 1  | 1  | 2  |
| 11     | Japan       | –  | 1  | –  | 1  |
| 11     | Schweden    | –  | 1  | –  | 1  |
| 13     | Norwegen    | –  | –  | 2  | 2  |
| 14     | Belgien     | –  | –  | 1  | 1  |
| 14     | Frankreich  | –  | –  | 1  | 1  |
| Gesamt | Gesamt      | 11 | 11 | 11 | 33 |